# Хаштук
Хаштук (рос. Хаштук; адиг. Хьащтыку) — аул в Тахтамукайському районі Адигеї, у складі Афіпсипського сільського поселення.
Населення близько 500 осіб, в основному адиги (шапсуги). З трьох сторін оточує Кубань. На протилежному, правому березі Кубані розташована станиця Єлизаветинська у складі міста Краснодар.